# Академија сертификованих социјалних радника
Академија сертификованих социјалних радника (aCSW) је установљена 1962. у САД како би се озваничила компетентност праксе социјалних радника. Социјални радници који желе да буду чланови ACSW морају имати диплому акредитоване школе, две године сталног радног односа или 3.000 сати праксе под супервизијом ментора. Такође, морају обезбедити препоруке од колега, и потписати уговор да ће се придржавати Етичког кодекса и Стандарда за континуирану професионалну едукацију као и успешно положити ACSW испит.